# Chilcoot-Vinton
Chilcoot-Vinton – jednostka osadnicza w Stanach Zjednoczonych, w stanie Kalifornia, w hrabstwie Plumas.